# Dance and Dancers
Dance and Dancers fue una revista del mundo del ballet. La revista fue fundada en 1950 por los editores Philip Dosse y Peter Williams. John Percival editó la revista desde 1951 a 1995.
La empresa editorial Hansom Books compró el magazine en 1980 y relazó la publicación bajo una nueva administración al año siguiente. La revista se mantuvo hasta 1995.